# Бедуэн
Бедуэн (фр. Bédoin) — коммуна во французском департаменте Воклюз региона Прованс — Альпы — Лазурный Берег. Относится к кантону Мормуарон.	

## География

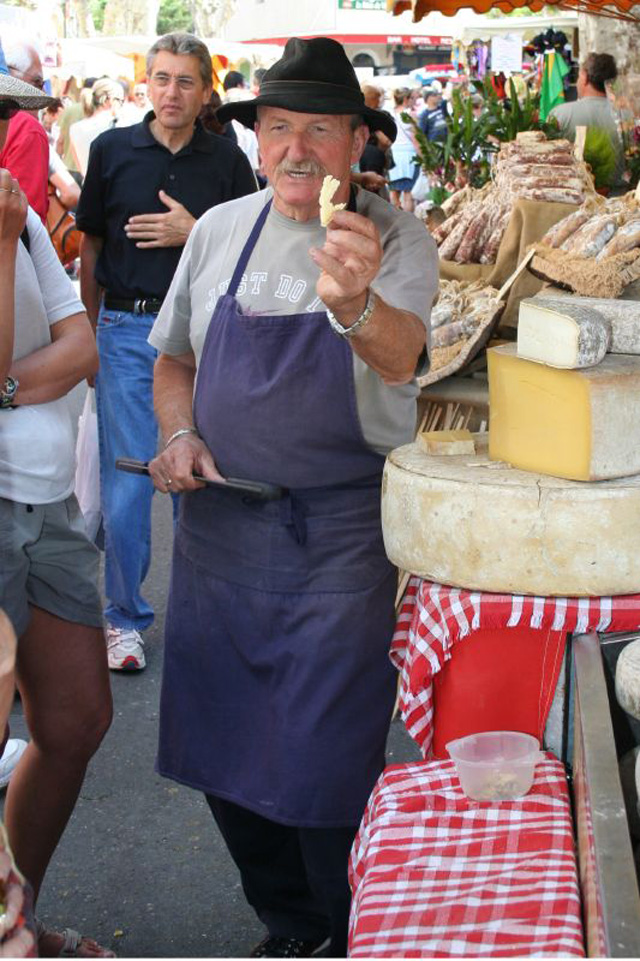
Рынок в Бедуэне.

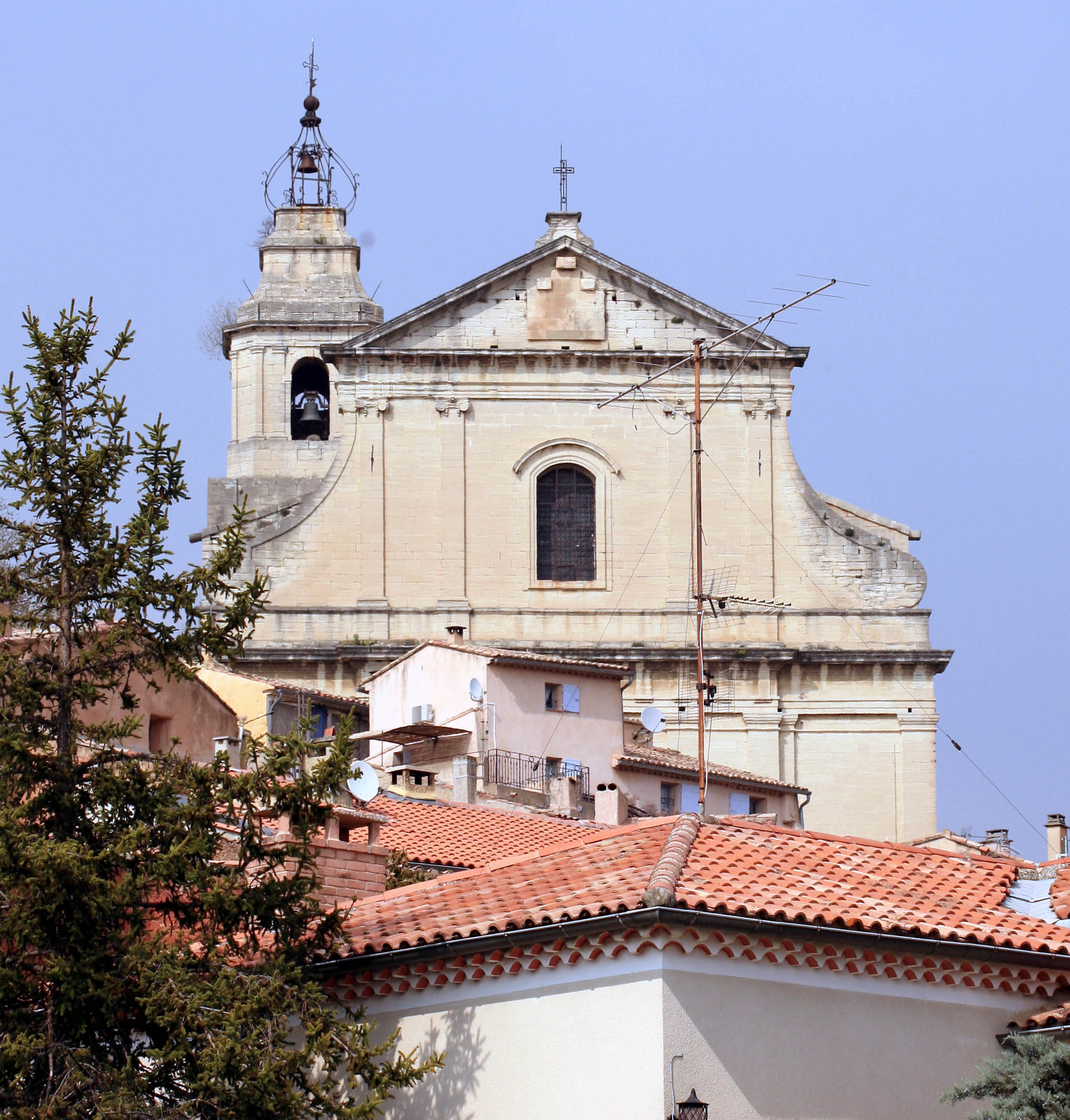
Церковь Сен-Пьер, восточный фасад.

Бедуэн расположен в 35 км к северо-востоку от Авиньона и в 10 км к востоку от Карпантраса. Соседние коммуны: Флассан на юго-востоке, Сен-Пьер-де-Вассоль и Моден на юго-западе, Крийон-ле-Брав на западе.	
Коммуна находится на севере департамента, между горой Ванту и Карпантрасом.

### Гидрография
Через Бедуэн протекает река Мед, берущая начало на горе Ванту и впадающая в Сорг. В XIII веке река носила название Мез (Mèze). В настоящее время закрыта. Протекает в направлении Флассана близ часовни Сёр-де-Назарет вдоль центра культуры. Приток Меда Малагрон берёт начало у местечка Комб-де-Милан.

## Демография
Население коммуны на 2010 год составляло 3207 человек.
| 1962 | 1968 | 1975 | 1982 | 1990 | 1999 | 2010 |
| ---- | ---- | ---- | ---- | ---- | ---- | ---- |
| 1580 | 1611 | 1635 | 1818 | 2215 | 2611 | 3207 |

## Достопримечательности
- Церковь Сен-Пьер, XVIII век.
- Часовня в романском стиле Нотр-Дам-дю-Мустьер.
- Церковь де-Бо-де-Бедуэн.
- Часовня де-ла-Мадлен, XI век.

## Известные уроженцы
- Жильбер Блан (Gilbert Blanc, 1906—1993) — французский художник